# 中宮ダム
中宮ダム（ちゅうぐうダム）は、石川県白山市中宮、手取川水系雄谷川に建設されたダム。高さ16.6メートルの重力式コンクリートダムで、北陸電力の発電用ダムである。同社の水力発電所・中宮発電所に送水し、最大3,000キロワットの電力を発生する。

## 歴史
雄谷川電力は1930年（昭和5年）、役員に山田昌作（のちの北陸電力初代社長）ら日本海電気の重役を招き、両白山地・笈ヶ岳（おいずるがたけ）のふもとを流れる雄谷川での水力発電開発を目的として設立された電力会社である。同社は中宮発電所およびその取水先である中宮ダムの建設に着手し、1935年（昭和10年）7月に運転を開始した。発電所で発生した最大3,000キロワットの電力は、石川県能美郡小松町（現・小松市）に拠点を置く小松電気に売却された。中宮発電所の完成により小松電気の電力供給能力は飛躍的に向上し、日本電気冶金（現・新日本電工）という大口の顧客の確保するまでに至った。1935年10月、雄谷川電力は本拠地を当初の東京市から、小松電気と同じ小松町に移した。
やがて、日本政府は国家による電気事業の管理を目指し、日本発送電が1939年（昭和14年）に設立された。比較的出力の小さい中宮発電所の収容は免れたが、今後のさらなる管理強化を見据え、北陸地方の電力会社十数社は自主的に統合して北陸合同電気を設立。雄谷川電力や小松電気もそれに乗じた。結局、北陸合同電気を始めとする北陸地方の電力会社は、日本発送電と同様に国家主導の配電会社である北陸配電に統合されることになった。戦後、日本発送電および配電会社は分割・民営化され、中宮発電所については北陸電力が継承している。

## 周辺
北陸自動車道・金沢西インターチェンジから国道157号を南下。白山白川郷ホワイトロードへとつながる国道360号から、雄谷川沿いに敷かれた林道を進むと、中宮ダムに至る。

## 諸問題
中宮ダムは、左岸に排砂ゲートを4門、右岸に自由越流形の洪水吐を設けた格好となっている。越流部の直上にはダム管理用の橋が架けられており、その中央には1本の橋脚がある。北陸電力は橋の補強を目的に、橋台と橋脚の基部にコンクリートを巻き付ける工事を実施していた。しかし北陸電力は、この工事を実施する旨を河川管理者に届け出ていなかった。さらに、巻き付けたコンクリートが張り出すことによって越流部の幅が減少し、放流を阻害すると指摘された。国土交通省は2007年（平成19年）5月16日、北陸電力に対して是正工事の実施ならびに工事完了までの間の中宮発電所の使用停止を命じた。北陸電力は改修を行い、中宮発電所の運転を同年6月15日に再開した。